# Mälaren
A Mälaren a harmadik legnagyobb tó Svédországban a Vänern és Vättern tavak után. Nyugatról kelet fele húzódik és a Balti-tengerbe ömlik Stockholmnál. Stockholmtól nyugatra helyezkedik el, azonban legkeletibb öble benyúlik Stockholm központjáig, ezt Riddarfjärden-nek (Lovagok öble) hívják. A tavat Uppland, Södermanland, Närke és Västmanland tartományok határolják.

## Lásd még
- Stockholm földrajza

## Külső hivatkozások
- A Mälaren honlapja (svédül és angolul)
- Strömma kanalbolaget (svédül)